# Thes bergrothi
Thes bergrothi är en skalbaggsart som först beskrevs av Edmund Reitter 1881.  Thes bergrothi ingår i släktet Thes, och familjen mögelbaggar. Arten är reproducerande i Sverige.